# Los Santos de Maimona
Los Santos de Maimona är en ort i Spanien.   Den ligger i provinsen Provincia de Badajoz och regionen Extremadura, i den sydvästra delen av landet, 300 km sydväst om huvudstaden Madrid. Los Santos de Maimona ligger 531 meter över havet och antalet invånare är 7 937.
Terrängen runt Los Santos de Maimona är lite kuperad. Runt Los Santos de Maimona är det ganska glesbefolkat, med 24 invånare per kvadratkilometer. Närmaste större samhälle är Zafra, 4,7 km sydväst om Los Santos de Maimona. Trakten runt Los Santos de Maimona består till största delen av jordbruksmark.